# Энергодар
Энергода́р (укр. Енергода́р) — город и община в Васильевском районе Запорожской области Украины. До административно-территориальной реформы 2020 года был городом областного значения. С 4 марта 2022 года находится под российской оккупацией.
Расположен на левом берегу реки Днепр, на побережье Каховского водохранилища, на расстоянии 20 км от города Каменки-Днепровской, 7 км от автодороги Каменка-Днепровская — Бердянск. Площадь территории Энергодара — 63,5 км². Расположенные в городе электростанции вырабатывают около четверти производимой в стране электроэнергии.

## Краткая история

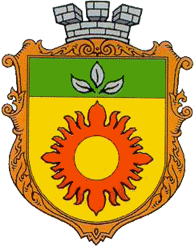
Предыдущий герб города.

Будущий Энергодар был основан 12 июня 1970 года, с началом строительства Запорожской ГРЭС (строительство завершили в 1977 году). 23 ноября 1972 года небольшой посёлок получил название Энергодар.
Во время строительства ГРЭС посёлок быстрыми темпами развивался. В 1971 году были открыты школа и детский сад, в 1972-м — торговый центр, почтовое отделение и кинотеатр. В 1974 году закончилось строительство больничного комплекса (больница, поликлиника и водогрязелечебница), в лесу был разбит городской парк.
Так как город был построен на песчаном берегу Каховского водохранилища, то для озеленения пришлось завозить чернозём. Полив осуществлялся речной водой.
В 1978 году было принято решение о строительстве Запорожской АЭС. 1 апреля 1981 года был уложен первый кубометр бетона в фундамент первого энергоблока. В том же году начали работу предприятия, обеспечивающие строительство АЭС и посёлка — завод нестандартного оборудования и трубопроводов (НСОиТ), завод специальных строительных конструкций и завод крупнопанельного домостроения. Первый блок ЗАЭС запустили 9 ноября 1984 года.
С увеличением количества рабочих мест росло и население Энергодара — в 1985 году оно достигло 50 тысяч и посёлок получил статус города.
Запорожская АЭС строилась 8 лет — в августе 1989 года был запущен пятый энергоблок. После долгого перерыва — в 1993 году — был завершён шестой. (см. Запорожская АЭС). Электростанция стала крупнейшей АЭС в Европе. Сейчас это основной работодатель в городе.
3—4 марта 2022 года в рамках вторжения России на Украину проходили бои за Энергодар и за расположенную в нём Запорожскую АЭС, завершившиеся оккупацией города и АЭС вооружёнными силами России.
По словам городского головы Энергодара Дмитрия Орлова, 24 марта большинство депутатов горсовета Энергодара сложили полномочия, чтобы не участвовать в возможном голосовании о создании «любых незаконных „народных республик“ на территории города». В апреле сообщалось об антироссийских протестных акциях в городе.

## Население

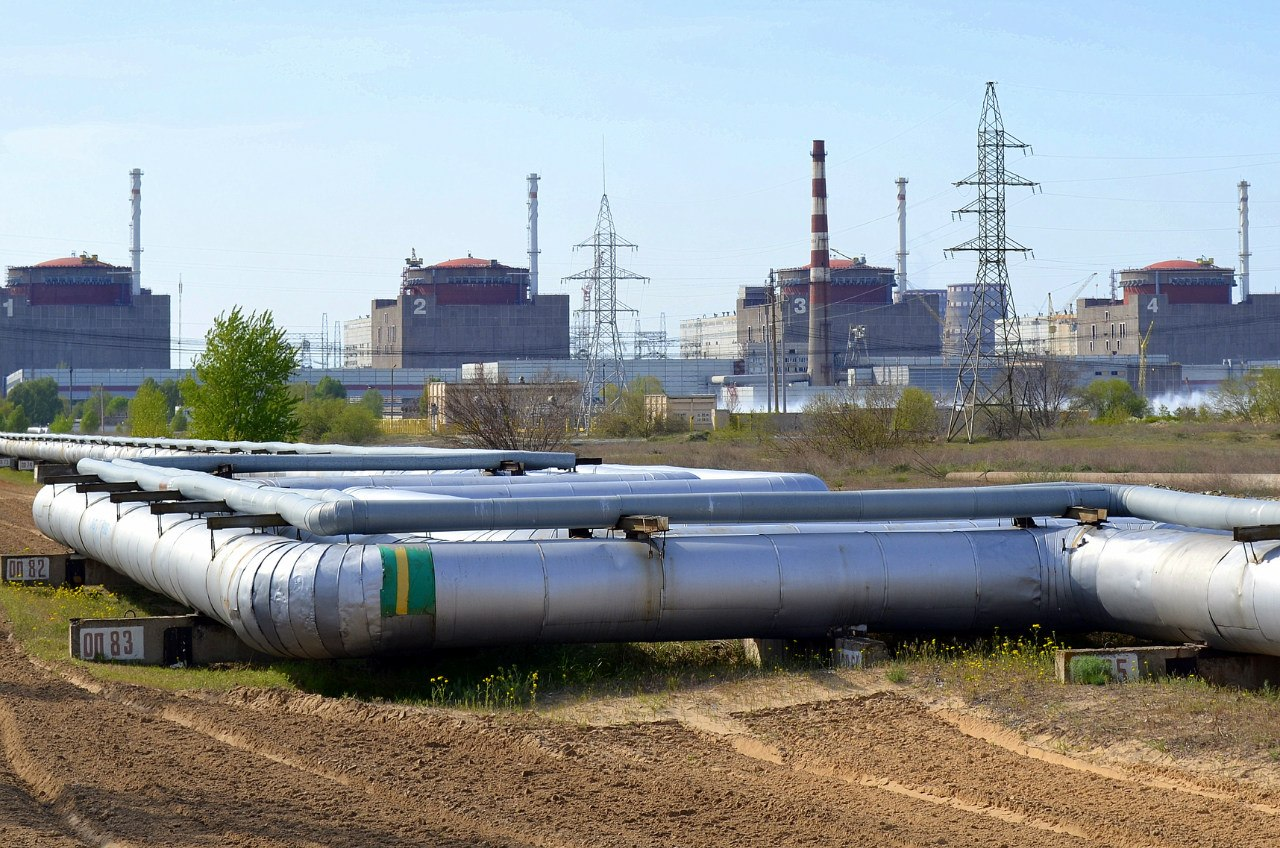
Станция АЭС в 2015 году

По данным переписи 1989 года проживало 47 тысяч человек, по данным переписи 2001 года — 56 тысяч человек. В 2005 году — 51 500 человек.
Численность населения на начало 2011 года — 54 484 человек, на 2012 год — 54 712 человек, на 2018 год — 53 842 человек,  на 2024 год- около 22 000 человек
По данным переписи 2001 года, украинцы составляли 57,14 % населения города, русские — 39,83 %.

### Языковой состав
Родной язык населения по данным переписи 2001 года:
| Язык       | Численность, чел. | Доля     |
| ---------- | ----------------- | -------- |
| Украинский | 21 240            | 37,81 %  |
| Русский    | 34 660            | 61,69 %  |
| Другое     | 280               | 0,50 %   |
| Итого      | 56 180            | 100,00 % |

## Транспорт
- Городские кольцевые автобусные маршруты № 1, 2, 3, 4, 5, 7[источник не указан 4989 дней]
- Автотранспортное предприятие Запорожской АЭС обеспечивает круглосуточный маршрут «Город (по кольцу) — ОП ЗАЭС»
- Автовокзал (маршруты в Каменку-Днепровскую и близлежащие сёла, Бердянск, Кирилловка, Запорожье, Одессу, Днепр, Мелитополь, Харьков)
- Ж/д вокзал (пригородный поезд Энергодар—Запорожье дважды в сутки)
- Речной вокзал (в настоящее время не функционирует)

## Организации
- 3 амбулатории.
- Городская больница

## Учреждения культуры
- ДК «Современник»
- Культурно-деловой центр «Молодёжный»
- Выставочный зал
- Городской парк культуры и отдыха
- Парк Победы
- Детская музыкальная школа № 1[12]
- Художественная школа[13]
- Центр детского и юношеского творчества
- Музей Запорожской ТЭС
- Музей Запорожской АЭС
- Энергодарский институт государственного и муниципального управления имени Р. Г. Хеноха Классического приватного института (г. Запорожье)[14]

## Творческие коллективы
- «Терпсихора» — модерн-балет Людмилы Садович[15].
- Театральный коллектив «Фантазия»
- «Любисток» — образцовый ансамбль народного танца.
- Народный театр ДК «Современник».
- «Червона калина» — народный хор[16].
- Театр-студия «Атомик»[17].
- «Джерела» — оркестр народных инструментов[источник не указан 5006 дней].
- «Белые крылья» — вокально-инструментальное трио[источник не указан 5006 дней].
- «Карусель» — инструментальный ансамбль[18].
- Духовой оркестр ОП ЗАЭС.
- Театр танца «Эльдорадо»[источник не указан 5006 дней].
- Танцевальный Клуб «STEEL DANCE»
- Танцевальный клуб «Бруклин»[источник не указан 5006 дней].
- Танцевальный клуб «Импульс»[источник не указан 5006 дней].
- Фольклорный коллектив «Родослав»[19].
- Ансамбль барабанщиц «Мажоретки»[источник не указан 4222 дня].
- «Гемоглобин» — вокально-инструментальный ансамбль
- Театр танца «Рандеву»

## Спортивные сооружения и организации
- Водно-спортивная база ЗАЭС.
- Плавательный бассейн.
- Шахматный клуб Запорожской АЭС[20].
- Городской стадион.
- Детская юношеская спортивная школа.
- Шахматный клуб «Белая ладья». Работает с 1979 года в ДК «Современник»[20].
- Школа бокса имени В. Р. Манзули.
- Станция юных туристов.
- Яхт-клуб «Борисфен».
- Клуб юных моряков.
- Клуб боевого карате «Рубеж».

## Соревнования, турниры, фестивали

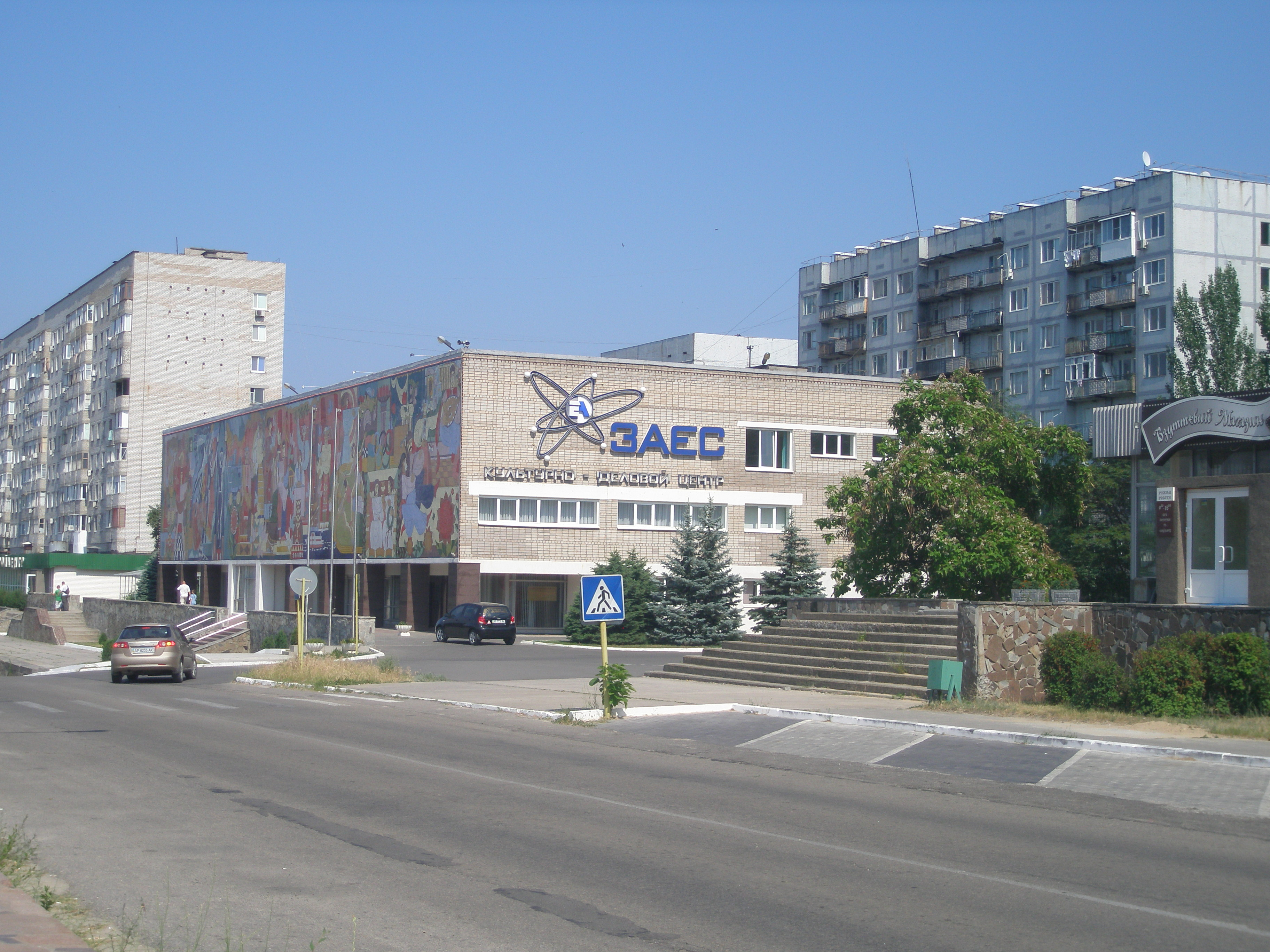
Культурно-деловой центр ЗАЭС

- Турнир на призы братьев Валерия и Владимира Сидоренко — ежегодный турнир по боксу. Проводится с 2005 года. В связи с тем что в настоящее время турнир проводится осенью в г. Севастополь, вместо него проводится турнир «Памяти Владимира Манзули».
- Всеукраинские соревнования по гребле на байдарках и каноэ на кубок ЗАЭС. Проводится осенью[21].
- Фестиваль «Добрый театр». Международный фестиваль театральных коллективов. Проводится 1 раз в два года. Время проведения конец весны — начало лета.
- Первый этап Чемпионата Украины по мотоциклетному кроссу (проходит в марте).
- Регата на призы Запорожской АЭС (в июне).
- Регата памяти Виктора Черевичного (август)[22].
- Этап чемпионата области по парусному спорту (август).
- Регата «Кубок Каховского моря» (сентябрь—октябрь).
- Соревнования по пауэрлифтингу «Русский жим» (февраль).
- Открытое первенство ДЮСШ по плаванию (декабрь).
- Ночная автомобильная игра. Автоквест «DozoR»[23]. Проводится 2 раза в месяц.
- Талант-шоу «Энергодар — город талантов» (Январь-март 2012)[источник не указан 5060 дней].
- Шахматные турниры клуба «Белая ладья» в ДК «Современник»[20].

## Галерея

ДК «Современник».
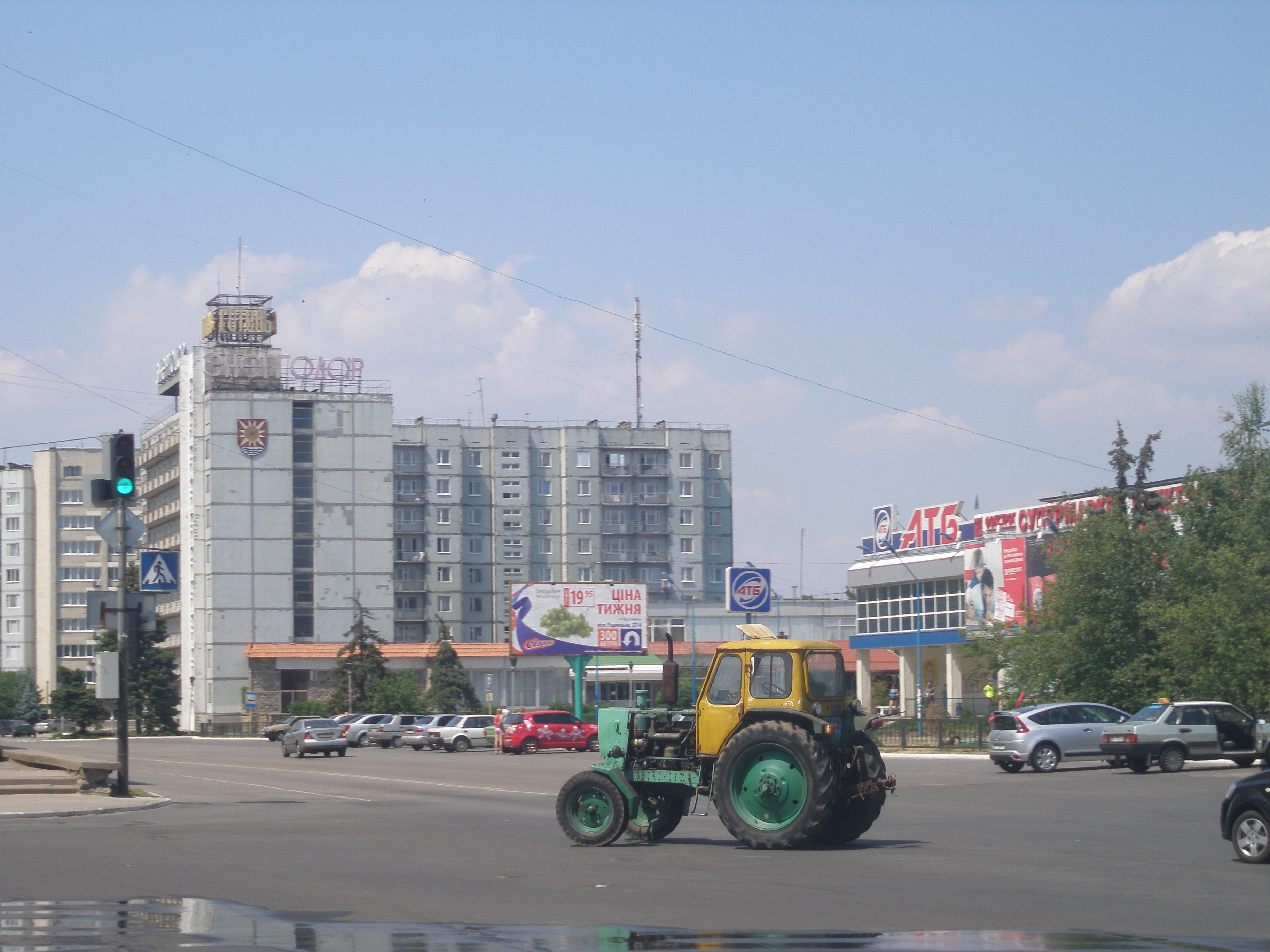
Гостиница «Энергодар».
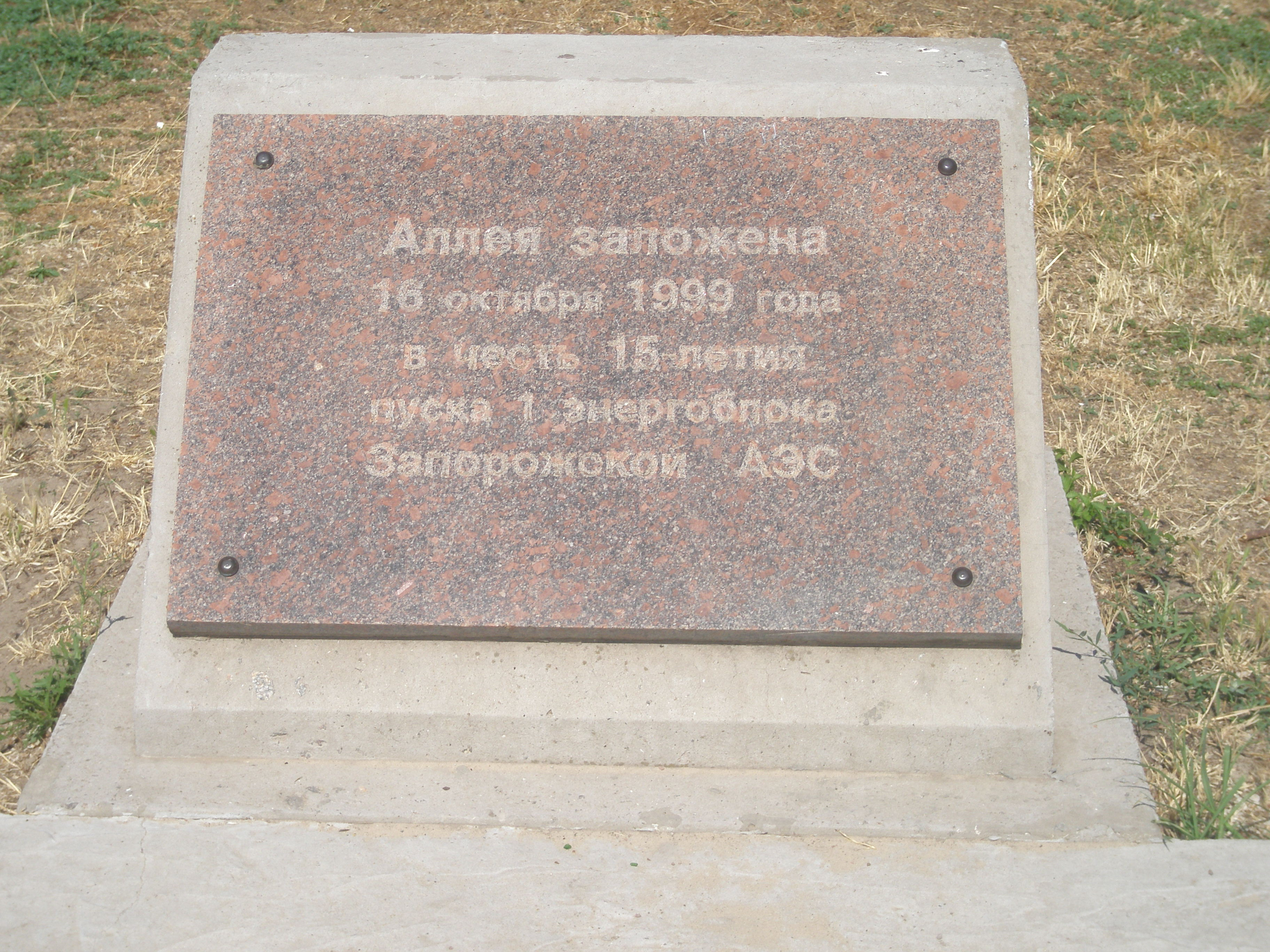
Памятный знак на той же аллее.
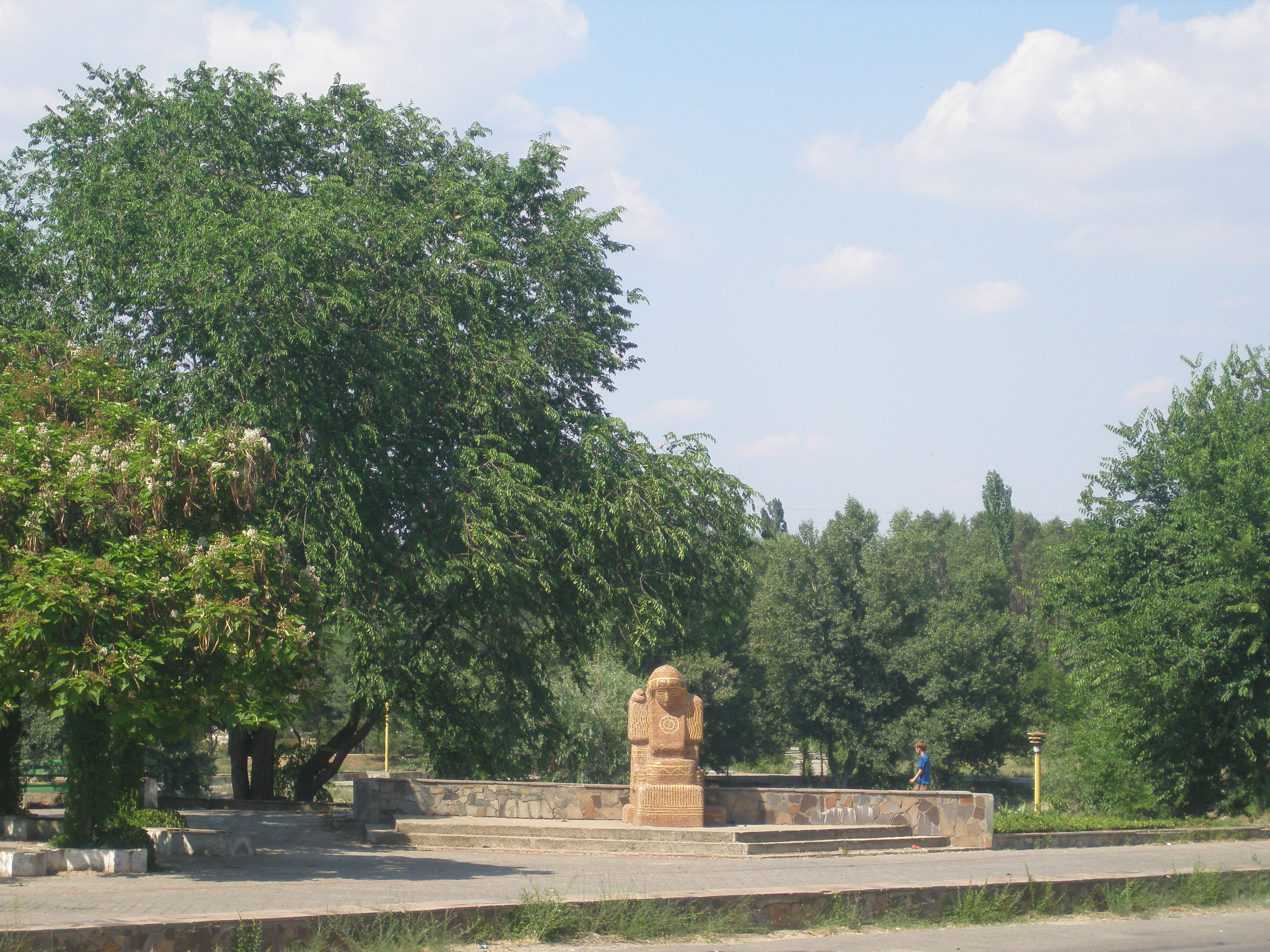
Скульптура скифской бабы.
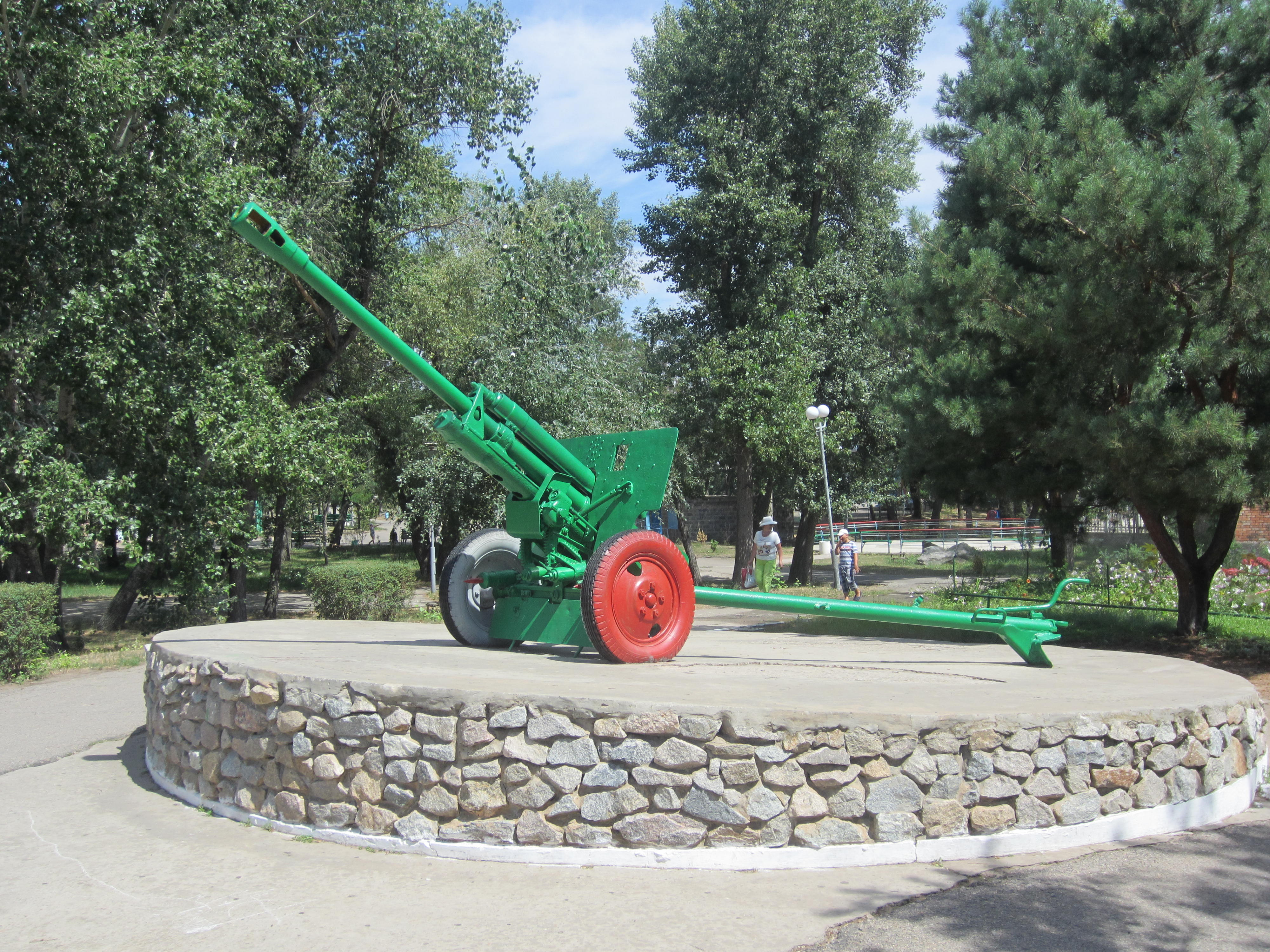
Пушка ЗИС-3 в городском парке
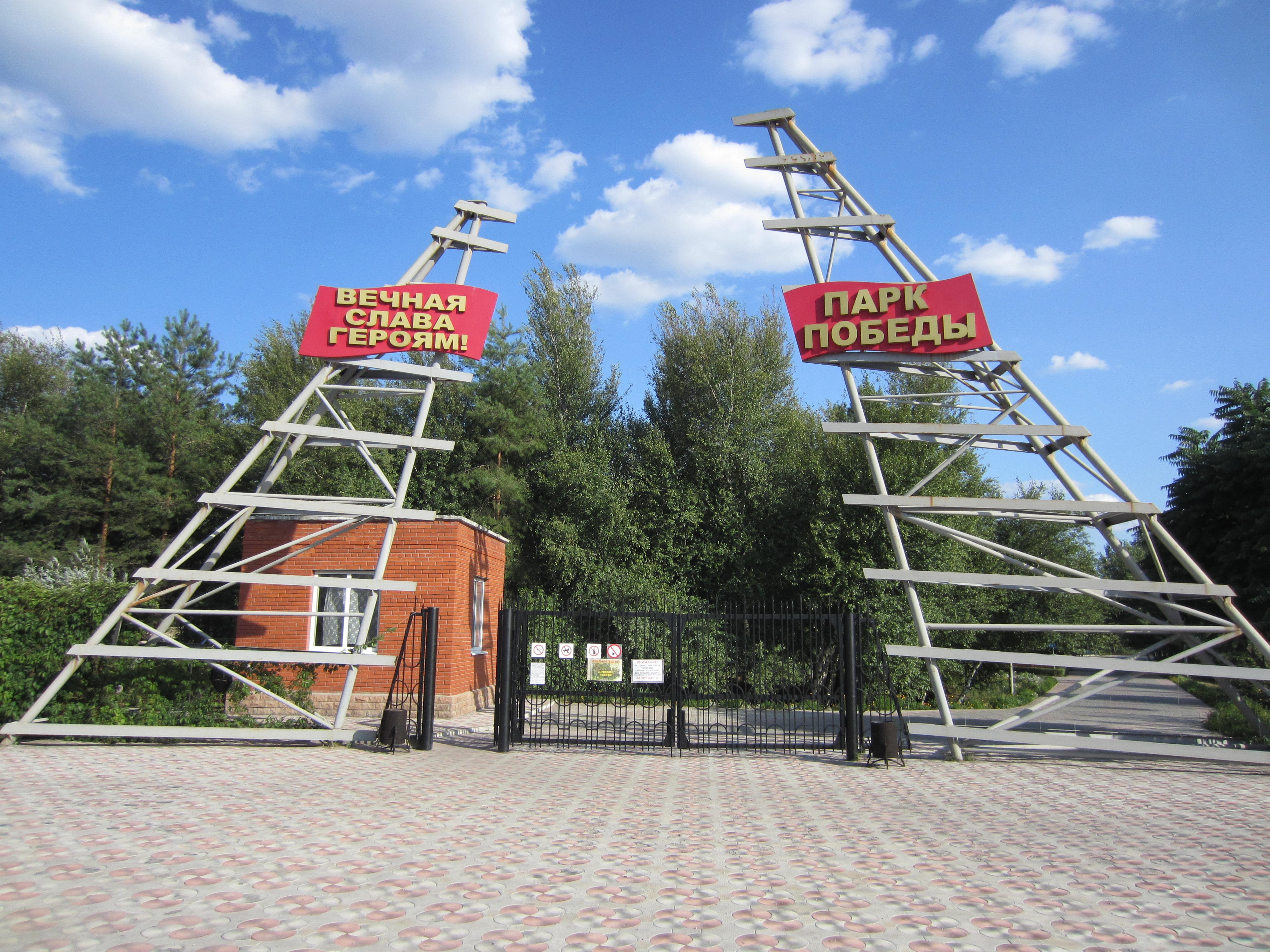
Один из входов в парк Победы.